# Evangeliario del Duomo di Bamberga

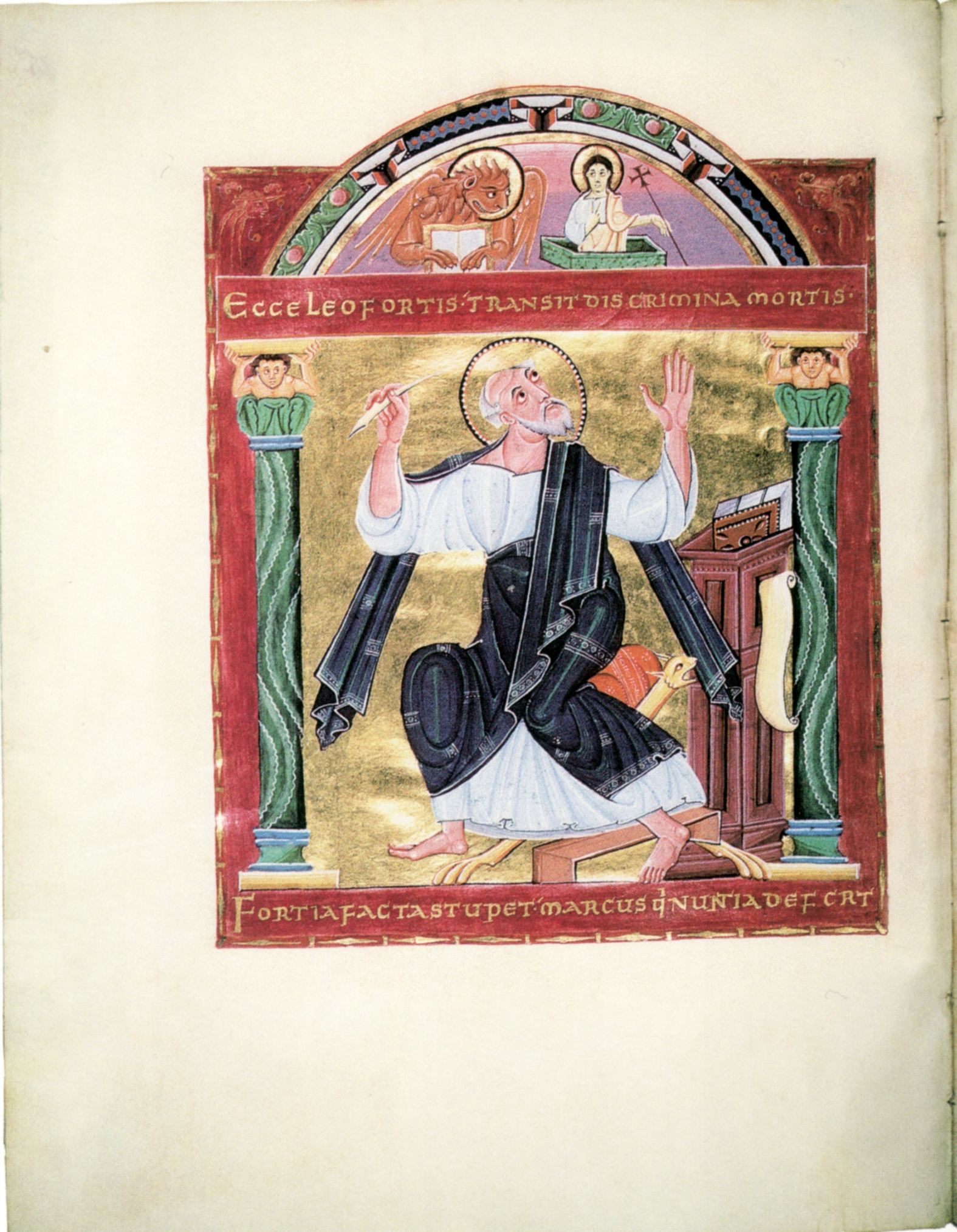
Evangeliario del Duomo di Bamberga: l'evangelista Marco.

L'Evangeliario del Duomo di Bamberga è un'opera di miniatura che costituisce uno dei capolavori del periodo ottoniano. Fu redatto verosimilmente fra gli anni 1000 e 1020 nello scriptorium dell'abbazia di Reichenau.
Scritto su pergamena, è costituito da 266 fogli in formato 30,5 x 23,3 cm e contiene tavole canoniche e cinque miniature a tutta pagina. La copertina è dorata ed è abbellita con pietre preziose.
L'Evangeliario è tuttora conservato presso la Bayerische Staatsbibliothek di Monaco di Baviera al numero Clm 4454. Con altre opere della Scuola dell'abbazia di Reichenau, nel 2003, il manoscritto venne inserito nell'elenco UNESCO Memoria del mondo.